# T-Mobile Team/2005
Deze pagina geeft een overzicht van de wielerploeg T-Mobile Team in 2005.
| Naam                 | Geboortedatum | Nationaliteit | Ploeg 2004        |
| -------------------- | ------------- | ------------- | ----------------- |
| Rolf Aldag           | 25-08-1968    | Duitsland     |                   |
| Eric Baumann         | 21-03-1980    | Duitsland     |                   |
| Marcus Burghardt     | 30-06-1983    | Duitsland     | espoirs           |
| Bas Giling           | 04-11-1982    | Nederland     | Rabobank espoirs  |
| Giuseppe Guerini     | 14-02-1970    | Italië        |                   |
| Torsten Hiekmann     | 17-03-1980    | Duitsland     |                   |
| Sergej Ivanov        | 05-03-1975    | Rusland       |                   |
| Sergej Jakovlev      | 21-04-1976    | Kazachstan    |                   |
| Matthias Kessler     | 16-05-1979    | Duitsland     |                   |
| Andreas Klier        | 15-01-1976    | Duitsland     |                   |
| Andreas Klöden       | 22-06-1975    | Duitsland     |                   |
| Bernhard Kohl        | 04-01-1982    | Oostenrijk    | Rabobank espoirs  |
| Tomáš Konečný        | 11-10-1973    | Tsjechië      |                   |
| André Korff          | 04-06-1973    | Duitsland     |                   |
| Francisco José Lara  | 25-02-1977    | Spanje        | Paternina         |
| Daniele Nardello     | 02-08-1972    | Italië        |                   |
| Olaf Pollack         | 20-09-1973    | Duitsland     | Team Gerolsteiner |
| Jan Schaffrath       | 17-09-1971    | Duitsland     |                   |
| Bram Schmitz         | 23-04-1977    | Nederland     |                   |
| Stephan Schreck      | 15-07-1978    | Duitsland     |                   |
| Óscar Sevilla        | 29-09-1976    | Spanje        | Phonak            |
| Tobias Steinhauser   | 27-01-1972    | Duitsland     |                   |
| Jan Ullrich          | 02-12-1973    | Duitsland     |                   |
| Aleksandr Vinokoerov | 16-09-1973    | Kazachstan    |                   |
| Christian Werner     | 28-06-1979    | Duitsland     |                   |
| Steffen Wesemann     | 11-03-1971    | Duitsland     |                   |
| Erik Zabel           | 07-07-1970    | Duitsland     |                   |

1989 · 1990 · 1991 · 1992 · 1993 · 1994 · 1995 · 1996 · 1997 · 1998 · 1999 · 2000 · 2001 · 2002 · 2003 · 2004 · 2005 · 2006 · 2007 · 2008 · 2009 · 2010 · 2011
Bouygues Télécom · Cofidis, Le Crédit par Téléphone · Crédit Agricole · Team CSC · Davitamon - Lotto · Discovery Channel Pro Cycling Team · Domina Vacanze · Euskaltel - Euskadi · Fassa Bortolo · La Française des Jeux · Team Gerolsteiner · Illes Balears - Caisse D'Espargne · Lampre - Caffita · Liberty Seguros - Würth Team · Liquigas - Bianchi · Phonak Hearing Systems · Quick Step - Innergetic · Rabobank · Saunier Duval - Prodir · T-Mobile Team